# Horst Weigt (Politiker)
Horst Weigt (* 29. November 1924 in Wittenberge; † 22. Juni 1989) war ein deutscher Parteifunktionär. Er war Erster Sekretär der Kreisleitung Schwerin-Stadt der Sozialistischen Einheitspartei Deutschlands (SED).

## Leben
Weigt, Sohn eines sozialdemokratischen Arbeiters und einer Hausfrau, besuchte die Volksschule sowie von 1939 bis 1942 eine Berufsschule. Er absolvierte eine Lehre zum Maschinenschlosser. Im Dezember 1942 wurde er zum Kriegsdienst bei der  Wehrmacht eingezogen. 1943 war er Kanonier in einer Heeresflak-Abteilung. Im Mai 1945 geriet er als Obergefreiter in britische Kriegsgefangenschaft, aus der er im August 1945 entlassen wurde.  
Ab August 1945 arbeitete Weigt als Schlosser in Fallersleben, dann von Januar bis Juli 1946 als Kesselschmied in Wittenberge. Anfang 1946 trat Weigt der Sozialdemokratischen Partei Deutschlands (SPD) bei und wurde im selben Jahr Mitglied der Sozialistischen Einheitspartei Deutschlands (SED). Im Juli 1946 trat er in die Deutsche Volkspolizei ein und war bis Februar 1949 als Polizist tätig. Von Februar 1949 bis Dezember 1950 studierte Weigt an der Parteihochschule „Karl Marx“. Anschließend fungierte er von Januar bis September 1951 als Instrukteur für Schulung des Landesverbandes der Vereinigung der gegenseitigen Bauernhilfe (VdgB) Mecklenburg und von September 1951 bis September 1952 als Direktor der Landesschule des VdgB Mecklenburg in Bad Doberan. Von September 1952 bis Februar 1953 war er Instrukteur für Landagitation, dann von Februar bis November 1953 zunächst stellvertretender Leiter und schließlich von November 1953 bis Februar 1954 Leiter der Abteilung Agitation und Propaganda der Bezirksleitung Rostock der SED. Von Februar 1954 bis 1962 wirkte er dann als Sekretär für Agitation und Propaganda der SED-Bezirksleitung Schwerin. 
Nach einem Studium an der Parteihochschule beim ZK der KPdSU (1962/63) in Moskau fungierte Weigt von 1963 bis April 1977 als Erster Sekretär der Kreisleitung Schwerin-Stadt und war auch Mitglied des Sekretariats der SED-Bezirksleitung Schwerin. Im April 1977 wurde Weigt wegen „unparteimäßigen Verhaltens“ von seinen Funktionen entbunden. Anschließend war er noch als Sektorenleiter in der SED-Bezirksleitung Schwerin tätig. Weigt gehörte als Abgeordneter auch dem Bezirkstag Schwerin an.

## Auszeichnungen
- Vaterländischer Verdienstorden in Bronze (1969)